# Lamelová spojka
Lamelová spojka je strojní součást, která se používá především u automobilů a motocyklů. Velikost přenášeného točivého momentu závisí na:
- průměru lamel,
- součiniteli tření,
- počtu lamel,
- přítlačné síle lamel,
- styčné ploše lamel (ta nemá na přenášený moment vliv, ale musí být dostatečně velká, aby nedošlo k překročení povoleného tlaku na třecí lamely, daného materiálem lamel).

U motocyklů je nejčastěji používána lamelová mokrá spojka v olejové lázni. Suché spojky se využívají jen na sportovních motocyklech, výjimečně na sériových, jako např. BMW nebo Ducati. V automobilech se převážně používají spojky s jedním třecím kotoučem. V tom případě mluvíme o spojce kotoučové.